# Salah Bashir
Pour les articles homonymes, voir Bashir.
Salah Bashir (né en 1966), est un homme politique jordanien. Il est Ministre des Affaires étrangères depuis le 25 novembre 2007 dans le gouvernement de Nadir al-Dhahabi succédant à Abdelilah Al Khatib.